# Méson T
Un méson T est un méson hypothétique, composé d'un quark top et, d'un quark up (T+), down (T0), étrange ou antiquark charm. En raison de la très faible durée de vie d'un quark top, le méson T n'est pas présent dans la nature. La combinaison d'un quark top et d'un antiquark top est appelée “topomonium”. Chaque méson T a une antiparticule, composée d'un antiquark top d'un up, down, étrange ou charm.